# Что видела собака
«Что видела собака. Про первопроходцев, гениев второго плана, поздние таланты и другие истории» (англ. What the Dog Saw: And Other Adventures) — четвёртая книга канадского журналиста и поп-социолога Малкольма Гладуэлла, опубликованная в 2009 году в США. Представляет собой компиляцию статей Гладуэлла, которые он писал в качестве штатного автора культового американского журнала The New Yorker.

## История выхода книги
Малкольм Гладуэлл пришёл работать в журнал The New Yorker в 1997 году, а до этого писал о науке и бизнесе для газеты The Washington Post. Все статьи, вошедшие в книгу, были отобраны и переработаны автором. Каждая из них является увлекательным мини-исследованием. Гладуэлл пытается показать читателям необычный взгляд на мир, рассматривая самые разные вещи — деятельность разведчиков, поиск талантливых сотрудников, рецептуру кетчупа, методы дрессировки собак, инвестирование в ценные бумаги, техногенные катастрофы — под таким углом, что становится понятно, как мало мы знаем и как много интересного в самых обычных предметах, явлениях и людях.
После выхода книга получила множество положительных отзывов. Рецензии появились в таких авторитетных изданиях как New York Times, The Guardian, Time Magazine, The Los Angeles Times и The Independent. В частности, рецензенты отмечали талант рассказчика и выигрышный формат сборника эссе. Например, The Guardian пишет, что «одно из достоинств книги состоит в том, что её фрагменты превосходно переработаны: они служат своей цели более эффективно в сокращенном виде». В качестве недостатков критики называли увлечение автора статистикой и недостаток технических обоснований.
Тем не менее, «Что видела собака» спустя три недели после выхода попала на третье место рейтинга бестселлеров New York Times и продержалась там 16 недель. В список 25 наиболее продаваемых книг интернет-магазина Amazon она попала уже в ноябре, а Bloomberg включил её в список лучших книг 2009 года.
Все статьи, вошедшие в книгу, также можно прочитать на официальном сайте Малкольма Гладуэлла.

## Издания
- Malcolm Gladwell. What the Dog Saw: And Other Adventures. — ack Bay Books, 2010. — 448 с. — ISBN 978-0316076203.
- Малкольм Гладуэлл. Что видела собака. Про первопроходцев, гениев второго плана, поздние таланты и другие истории. — «Альпина Паблишер», 2010. — 400 с. — ISBN 978-5-9614-1399-1.